# 桑田佳祐の音楽寅さん 〜MUSIC TIGER〜
『桑田佳祐の音楽寅さん 〜MUSIC TIGER〜』（くわたけいすけのおんがくとらさん みゅーじっくたいがー）は、2000年 - 2001年、2009年にフジテレビ系列でレギュラー放送されていた音楽バラエティ番組。サザンオールスターズのバンドマスターである桑田佳祐の冠番組。
なお、2003年、2006年、2012年には特別番組として放送された。

## 概要
レギュラー出演者は桑田・ユースケ・サンタマリアの2名のみである。それ以外の出演者はゲスト扱いとなり、流動的に変化している。当初テレビ情報誌やネットニュースなどでは「桑田がホストを務め、毎回ゲストを呼ぶトークバラエティ」などと告知がされていたが、実際はそういった内容での放送は行われなかった。また、固定されたテーマは無く、ライブ演奏が中心の回やスタジオコントが中心の回、シナリオに沿ったドラマ仕立ての企画が中心の回、ロケーション撮影が中心の回、レコーディング風景にスポットを当てた回であったりと様々で、桑田の「目立ちたがり屋の芸人」としての側面が垣間見えるものであった。番組内ではコントめいたやり取りや適当で的外れな発言をしたり、下ネタや内輪受けのような構成もあったが、1回の平均視聴率は9%から10%と好調であった。一方、演出や番組内で発した冗談が時折誤解や批判を生んだこともあった。
2000年10月6日に第1期のレギュラー放送が開始され、2001年3月30日まで25回（全24回+1回という扱い）が放送された。桑田が本業であるミュージシャン活動に差し支えのない範囲で番組を継続するのは「半年間が限界」との意向から、放送回数が全24回（2クール）と決められた上で、オープニングでは毎週「STAGE ○○（累積放送回数）/24（全放送回数）」と残りの放送回数が告知されるという、バラエティー番組としては珍しい形を取った。また、ユースケに関してはスケジュールの都合で出演時間が少なくなった回が存在している。2009年4月20日からは番組タイトルや出演者も同じく第2期の放送が開始された。今期も9月までの半年間限定で放送が行われた。この他、レギュラー放送を行っていない期間もサザンオールスターズと桑田自身の活動に平行する形で、2003年、2006年、2012年に単発のスペシャル番組が放送された。

## 本放送（第1期）
日産自動車一社提供。提供読みの台詞は「MUSIC TIGERは、日産自動車の提供でお送りします（しました）」で、ナレーターの垂木勉が行っていた。

### STAGE 1・2 渋谷ハチ公前ゲリラライブ
- 2000年10月6日、10月13日放送

ある一室での番組の企画会議シーンから開始する。桑田は番組初回の収録からいきなり遅刻をしたユースケが不在の中、しきりに「（親交のある）ウッチャンナンチャンとやりたかった」と比較をし、冗談交じりに苦言を呈した。この会議では「吉永小百合との王様ゲーム」などのアイデアが出るが、結果的に会議の大半に参加していない途中合流したユースケが発案の「桑田によるアコースティック・ギター弾き語りの『渋谷ハチ公前ゲリラライブ』」を行うことになった。
当初は1曲のみの披露という予定だったが、観客からおひねり（千円札）を渡された桑田の"悪ノリ"によって、即興で演奏曲が追加される。しかし、3曲目の「勝手にシンドバッド」を演奏開始した時点で観客がヒートアップしたため、危険と判断したユースケが止めに入るが、それによって騒ぎが更に拡大し、最終的にロケバスに戻る形で企画は強制終了している。
演奏曲
1. ゲゲゲの鬼太郎
2. ミス・ブランニュー・デイ
3. 勝手にシンドバッド

10月13日放送では、長らくテレビで「放送禁止」とされてきた「ヨイトマケの唄」をスタジオライブ形式で披露した。バンドメンバーは、桑田（ボーカル）、小倉博和（ギター）、琢磨仁（ベース）、山本拓夫（ハーモニカ）、鎌田清（ドラムス）、片山敦夫（キーボード）、今野多久郎（パーカッション）。

### STAGE 3・4 桑田佳祐ひとりBAND オープニング曲作り
- 2000年10月20日、10月27日放送

それまで使われていた番組オープニングテーマ「Brain Sugar」（シルバー・ジンジャー5）を「桑田が作っていない」と知ったユースケは「じゃあ（テーマソングを）作ろう!」と意気込み、サザンオールスターズもレコーディングで使用する青山ビクタースタジオの「401スタジオ」を押さえ（たという名目で）、桑田をそこに軟禁し、曲作りの開始から9時間後にQFRONTのビジョンで行われる「テーマソング初披露」までに曲を作成するように命じる。
曲のタイトルは番組のサブタイトルと同じ「MUSIC TIGER」。普段は原由子やサポートメンバーを頼りながら楽曲制作やレコーディングが行われることが多いが、本楽曲では楽器は全て（レコーディングエンジニアとマニピュレーター以外）桑田が担当し、ユースケも「合いの手」として参加。1曲通して全ての楽器のクレジットに記載されるのは、サザンオールスターズと桑田の全名義で初である。初披露の際には、レコーディング後に飲酒をした桑田が泥酔状態で登場。弾き語りで「匂艶 THE NIGHT CLUB」も披露された。
当該楽曲は桑田のシングル『波乗りジョニー』のカップリング曲として収録。初披露版とは一部構成が異なっている（サビが2回から1回に省略）。

### STAGE 5・6 小川直也応援歌作成
- 2000年11月3日、11月10日放送

8月に茅ヶ崎市で開催したサザンオールスターズのコンサート「サザンオールスターズ 茅ヶ崎ライブ」にゲスト出演した、格闘家・小川直也への応援歌（｢PRIDEの唄 〜茅ヶ崎はありがとう〜｣）を作成する企画。1週目は主に制作風景を、2週目は10月31日に大阪城ホールで行われた「PRIDE.11」佐竹雅昭戦の試合前に楽曲を披露した模様を放送。
桑田は普段はメロディやリフを先行して作るパターンが多いが、今回は詞から先に作成する「詞先」の方法を取り、仮詞の作成時にはユースケと企画構成のおちまさとがディスカッション形式で参加した。また、演奏の際にキーボードを用いることも検討され、ステージに上がる直前まで熟慮を重ねたものの、最終的にアコースティック・ギターの弾き語りで披露された。
この回以降、ユースケは桑田を「桑っちょ」と呼ぶようになった。
当該楽曲は桑田のシングル『波乗りジョニー』カップリングに収録（ライブ音源）。

### STAGE 7 桑田佳祐オリジナル 文部省唱歌にサビをつける
- 2000年11月17日放送

桑田が選んだ文部省唱歌に邦楽・洋楽のフレーズを組み合わせ、オリジナルの曲を作成するという企画。スタジオが中心の企画はこれが初となる。ユースケは番組の司会進行役としてのみで出演し、曲中には一切登場していない。
演奏曲
1. 本当は金に細かいエリッククラプトン 〜こがね虫編〜
…「こがね虫」+「コカイン（英語版）」
2. 本当はワイセツさが漂うザ・ビートルズ 〜むすんでひらいて編〜
…「むすんでひらいて」+「Ticket To Ride」
3. 本当はやけにあだ名にこだわる内山田洋とクールファイブ 〜サッちゃん編〜
…「サッちゃん」+「長崎は今日も雨だった」
4. 本当は恐ろしいカーペンターズ 〜桃太郎編〜
…「桃太郎」+「(They Long to Be) Close to You」
5. 本当は京都住まいのレッドツェッペリン 〜かごめかごめ編〜
…「かごめかごめ」+「Stairway to Heaven」

- バンドメンバーは、桑田（ボーカル・ギター）、斎藤誠（ギター）、美久月千晴（ベース）、鎌田清（ドラムス）、片山敦夫（キーボード）。

### STAGE 8・9 地元茅ヶ崎で『BALLADE 3』キャンペーン
- 2000年11月24日、12月1日放送

桑田・ユースケの2人が、同時期に発売されたベストアルバム『バラッド3 〜the album of LOVE〜』のキャンペーンを行う企画。行われたのは桑田の出身地、茅ヶ崎市で、移動は全て自転車、キャンペーンで回る場所は全てダイクマ茅ヶ崎店・CHIYAMAなどの桑田ゆかりの場所であり、局所的ながら精力的なキャンペーンを展開した。
演奏曲
2000年11月24日放送分
1. LOVE AFFAIR 〜秘密のデート〜 （サザンオールスターズ）：前述のレコードショップ「CHIYAMA」内で、ミニライブ形式の弾き語り[注釈 9]。

2000年12月1日放送分
1. Rawhide （フランキー・レイン）：桑田が幼いころから通ったパン屋「清月」[注釈 10]前での弾き語り。
2. いとしのエリー （サザンオールスターズ）：｢もう一つの『茅ヶ崎ライブ』｣として、ライブハウス「TING-A-LING」での演奏。

### STAGE 10・11 ジョン・レノン追悼企画
- 2000年12月8日、12月15日放送

桑田の音楽性に多大な影響を及ぼしたジョン・レノンの命日に放送された企画。バーのマスターに扮したユースケが客の桑田扮する「東芝EMI夫（ひがししばえみお）」に様々なリクエストをし、ジョンやビートルズの楽曲をギター一本の弾き語りで歌うというもので、曲披露の際にその曲にまつわる自身の思い出や、当時のジョンのバックグラウンドの解説などを語った。
演奏曲
2000年12月8日放送分
1. All I've Got To Do
2. You've Got To Hide Your Love Away
3. I Should Have Known Better

2000年12月15日放送分
1. It's Only Love
2. Norwegian Wood (This Bird Has Flown)
3. Slow Down
4. Imagine

- 演奏メンバーは、桑田（ボーカル、ギター）、斉藤誠（ギター）、片山敦夫（キーボード）。また、ユースケがハーモニカとタンブリンの演奏で一部に参加。

1週目のラストには「平和を我等に（Give Peace a Chance）」をベースに作られた「Give CARP a Chance 広島カープにもチャンスを下さい!! 広島カープにもチャンスを下さい…」を披露。ゲストには松田弘、YUKI、徳光和夫、爆笑問題、山本圭壱、鈴木国博が出演した。当初「読売ジャイアンツの応援歌を歌う」と聞いていた徳光は、巨人やその付近を揶揄する内容の歌詞に対して猛抗議をした。曲が終わった直後に徳光が「なんだこれは! 歌詞がおかしいよ!」と発言すると、桑田は「どうもすいません」と謝罪した。なお、徳光のほかにも松田弘や田中裕二も巨人ファンであるが、抗議はしていなかった。
2週目のラストの「イマジン」の際のバンドメンバーは、桑田（ボーカル、ピアノ）、琢磨仁（ベース）、鎌田清（ドラムス）、小泉ストリングス（ストリングス）。

### STAGE 12 桑田佳祐が最も衝撃を受けた70年代フォークソング特集
- 2000年12月22日放送

ユースケが生まれた1970年代に発表され、桑田が最も衝撃を受けたフォークソングの数々を披露するという企画。ライブ形式で披露され、途中には1970年代の出来事のダイジェストが差し込まれた。
演奏曲
1. プカプカ（西岡恭蔵）
2. サルビアの花（早川義夫）
3. サボテンの花（チューリップ）
4. 竹田の子守唄（赤い鳥）

### STAGE 13 2000年サザン三部作一挙公開
- 2000年12月29日放送

サザンオールスターズがバンドとして番組に初登場し、2000年に発表したシングル曲「TSUNAMI」「HOTEL PACIFIC」「この青い空、みどり 〜BLUE IN GREEN〜」の3曲を披露。
合間にはミニコント形式で、「賞金1000万」をかけた『サザンオールスターズ一番頭がいいのは誰だ?選手権』を開催。ジャンル別に出題されるクイズに正解して最もポイントを多く稼いだ人間が優勝となる。最終的に松田弘が優勝し、賞金1000万トルコリラが贈られた。
番組のラストには「私の世紀末カルテ 〜20世紀へのメッセージ〜」を桑田の弾き語りで披露。「私の世紀末カルテ」の歌詞を新たに改変したもので、このバージョンは同年に行われたカウントダウンライブ『ゴン太君のつどい』でも演奏されている。

### STAGE 14 今世紀第一弾! 寅さん歌会始め
- 2001年1月12日放送

[演奏曲]
1. A Song For You（Leon Russell）
2. Mr.Bojangles（Jerry Jeff Walker）
3. Born To Be Wild（Steppenwolf）
4. Georgia On My Mind（Ray Charles）

[メンバー][Piano：島健、Violin：金原千恵子、Violin：今野均（vl）、Viola:徳高真奈美、Cello：笠原あやの、Sax：包国充、Chorus：清水美恵・安奈陽子]

### STAGE 15・16 沢口靖子と鎌倉デート
- 2001年1月19日・1月26日放送

高徳院の阿弥陀如来像（鎌倉大仏）。この大仏の前で桑田が「夕陽に別れを告げて」を歌唱した。

桑田のファンであり、携帯の着メロが「真夏の果実」だという沢口靖子と鎌倉で疑似デートをするという企画。建長寺、銭洗弁財天宇賀福神社、くずきり みのわ、高徳院、長谷寺、宮代商店、逗子ボウル、由比ヶ浜を訪れた。
演奏曲
1. 夕陽に別れを告げて：高徳院の鎌倉大仏を前にしての歌唱。
2. 真夏の果実：由比ヶ浜で歌唱。

｢真夏の果実｣を歌い上げた直後に沢口の携帯が鳴ったが、着メロが桑田にとってアミューズの後輩にあたる福山雅治の「桜坂」になっており、桑田が「福山好きなの?」と尋ねると、「えぇ」とあっさり答えその場を立ち去られるというオチで締めくくられた。

### STAGE 17・18 寅さん網走刑務所慰問ライブ
- 2001年2月2日、2月9日放送

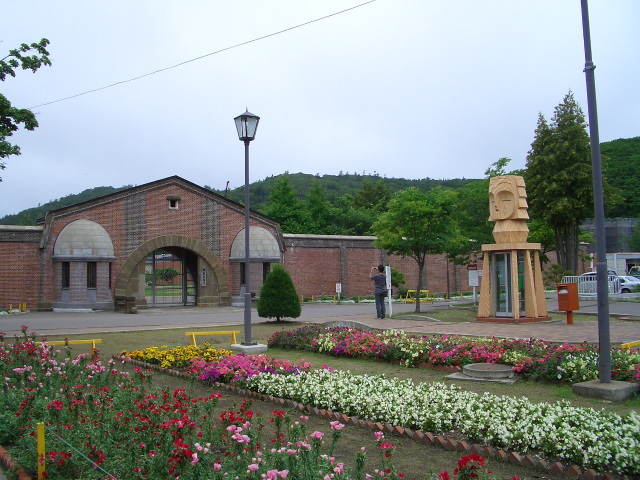
網走刑務所（2005年撮影）

桑田が以前より熱望していた「網走刑務所での慰問ライブ」の模様を放送したもの。ライブの開始前には刑務所長の厚意によりユースケと共に刑務所内を見学し、実際に受刑者が利用している施設に触れた。見学後に2人が控え室へ戻ると、そこに警備員に扮した小倉博和の姿があり、そのままライブへ参加することとなった。
演奏曲
1. 春のからっ風（泉谷しげる）
2. さらば恋人（堺正章）
3. 花〜すべての人の心に花を〜（喜納昌吉）
4. TSUNAMI（サザンオールスターズ）：ダイジェスト。
5. 祭りのあと（桑田佳祐）：ダイジェスト。
6. Stand By Me（ベン・E・キング）：ダイジェスト。

- バンドメンバーは桑田（ボーカル、ギター）、小倉（ギター、コーラス）、ユースケ（コーラス、ハーモニカ、タンバリン）。
- ライブ中は受刑者には拍手による表現のみが許されていたが、桑田とユースケはそれを逆手に取りジョークを述べて笑いを誘うなどの行動をとった。こういった出来事があったものの、刑務所長からは「今までで最高の拍手です」と評され感謝状が贈呈された。

ライブ後には地元の海鮮市場を訪れ、店長の計らいで蟹を食べ、そのお礼として知床半島をバックに「知床旅情」を披露。

### STAGE 19 バレンタイン緊急企画 プロポーズOKしたら寅さん生唄!
- 2001年2月16日放送

演奏曲
1. 素敵な夢を叶えましょう

### STAGE 20 寅さんオリジナル 楽曲合体企画
- 2001年2月23日放送

楽曲合体企画の第2弾。「文部省唱歌〜」（STAGE 7）は桑田がメインであったが、今回はゲストとのコラボレーションが主体である。
演奏曲
1. 炎の偽ブランニュー・ファイター
｢ミス・ブランニュー・デイ｣（サザンオールスターズ）、「すきすきソング」（水森亜土）、「炎のファイター 〜INOKI BOM-BA-YE〜」のマッシュアップ
ゲストは春一番（アントニオ猪木の物真似）。ユースケもこの企画の内で唯一参加。
2. 史上最低の夫婦合体プレイ
｢五木の子守唄｣・「The Shadow of Your Smile」のマッシュアップ
ゲストは桑田の妻である原由子。
3. 季節はずれの快姦物語
｢ローハイド｣（フランキー・レイン）、「DESTINY」（松任谷由実）のマッシュアップ
ゲストは清水ミチコ（松任谷の物真似）。
4. 実録サブの世界/お前の鼻にブチ込みたい!
｢Layla｣「ホワイト・ルーム」「Badge（英語版）」（エリック・クラプトン）、「与作」「なみだ船」「まつり」「帰ろかな」（北島三郎）のマッシュアップ
ゲストは木梨憲武（北島の物真似）。この曲のみバンドメンバーは、桑田（ボーカル、ギター）、斎藤誠（ギター）、片山敦夫（キーボード）、角田俊介（ベース）、高尾俊行（ドラムス）、清水美恵（コーラス）、安奈陽子（コーラス）。
この曲は後にとんねるずが司会を務め、2012年3月21日に放送された『とんねるずが生放送!音楽番組全部見せます!!-名曲で元気になろう-』の「伝説の共演100選」のコーナーで桑田佳祐×木梨憲武名義、楽曲名も原曲の『Layla』『与作』として放送された。

### STAGE 21 寅さん京都で誕生会 初体験!お茶屋遊び
- 2001年3月2日放送

この回の収録日は2月26日で、桑田の45回目の誕生日を記念して行われた企画である。以前より桑田が著書などで「好きなんです」と述べていた京都でロケを敢行した。
演奏曲
1. 京都慕情（渚ゆう子）：石塀小路にて歌唱。
2. さのさ（江利チエミ）：お茶屋遊びをした舛之矢にて歌唱。桑田はこの曲や長唄や落語の語感に影響を受けた旨をかねてから著書などで述べていた[11]。
3. 月（桑田佳祐）高台寺にて歌唱。

### STAGE 22 〜我が愛しの歌姫〜 美空ひばり特集
- 2001年3月9日放送

ユースケは冒頭部分のみ出演し、ドラマ「ロケット・ボーイ」の撮影のため欠席する旨が伝えられた。
演奏曲
1. 悲しき口笛（美空ひばり）
2. リンゴ追分（美空ひばり）[注釈 18]
3. 車屋さん（美空ひばり）
4. 愛燦燦（美空ひばり）

- バンドメンバーは、桑田（ボーカル）、小倉博和（ギター）、納浩一（ベース）、島健（ピアノ）、山木秀夫（ドラムス）、杵屋五吉郎（三味線）、荒木敏男（トランペット）、河東伸夫（トランペット）、菅坡雅彦（トランペット）、奥村晶（トランペット）、村田陽一（トロンボーン）、辻冬樹（トロンボーン）、池城勉（バストロンボーン）、吉田治（アルトサックス）、近藤和彦（アルトサックス）、包国充（テナーサックス）、竹野昌邦（バリトンサックス）、山本拓夫（バンドマスター、テナーサックス）。

### STAGE 23・24 ミスチル桜井VS寅さん カラオケPRIDE対決
- 2001年3月16日、3月23日放送

Mr.Childrenの桜井和寿と自称「三冠王者」の桑田が、格闘技「PRIDE」を模したカラオケ対決を行う企画。実況は実際のプロレス中継を担当していたほか、サザンオールスターズのライブでもメンバー登場時のリングアナウンサーを担当するなど、桑田と縁の深い辻よしなりが担当。また、サザンオールスターズのファンとして知られる格闘家の角田信朗が「レフェリー」として出演しているが、審査基準となるのはカラオケの点数である。
桑田側のセコンドはユースケ、桜井側のセコンドは同じくMr.Childrenの鈴木英哉。鈴木はマイクパフォーマンスの際に『TSUNAMI』のシングルCDを床に叩き付けて足で踏んだり、桑田の歌唱中にプロレスさながら「乱入」して歌唱を妨害したりと、ヒールとしての役回りを演じた。対する桑田も、桜井の歌唱中に邪魔を入れるなどの行為を働いている。
ROUND 1 相手の持ち歌対決
桑田：innocent world（Mr.Children・1994年、65点）
桜井：みんなのうた（サザンオールスターズ・1988年、84点）
ROUND 2 スタンダード対決
桜井：今夜月の見える丘に（B'z・2000年、81点）
桑田：傷だらけのローラ（西城秀樹・1974年、91点）
ROUND 3 スタンダード対決
桑田：First Love（宇多田ヒカル、1999年、94点）
桜井：be alive（小柳ゆき・2000年、97点）
エキシビジョンマッチ
桑田佳祐&桜井和寿：奇跡の地球（桑田佳祐&Mr.Children・1995年、39点）
- 勝者：桜井和寿（2勝1敗・新チャンピオン）

試合後、ユースケの発案で1995年に桑田佳祐&Mr.Childrenとして発表した「奇跡の地球」をデュエット。また、桑田・桜井の2人がアコースティック・ギターの弾き語りで「鉄腕アトム」を演奏するが、本編では未公開（エンディングの提供パートバックで一部が流された）。
ラストには桜井が勝利者インタビューに答えている最中、桑田が消火器を噴射しながら乱入し「リベンジ」を誓うが、ユースケに「今日で終わりなんすよ、音楽寅さん」と言われ落胆。リベンジは幻となり『ドリフ大爆笑』のオチの効果音を桑田とユースケの二人で口真似してオチをつけている。ちなみにこの回のエンド5秒ではPLUS ONEの告知がなされている。

### 桑田佳祐の音楽寅さん 〜MUSIC TIGER〜 PLUS ONE
- 2001年3月30日放送（40分拡大）

ある映画館に来た桑田・ユースケが、スクリーンに上映されるこれまでの企画を振り返る総集編。上映の終了後に桑田がユースケを銃殺し（ただし経緯は描かれておらず、「ユースケを襲った謎の死」といったナレーションもなされている）、死体をドラム缶に入れリヤカーで海まで運搬して遺棄するというコントで締められた。エンディングは桑田の生歌による「Ya Ya（あの時代を忘れない）」。後述の「とりあえず4回だけ帰ってきた桑田佳祐の音楽寅さん」ではこのコントのその後から始まり、桑田が繋がるはずのないユースケの携帯に電話をかけると、当のユースケは生存していたという趣旨の描写がなされた。
ちなみにこの回のエンド5秒では桑田が前述のカラオケPRIDE対決のリングで「また帰ってくるから!!」と叫んだシーンが使用された。

## 本放送（第2期）
半年限定での復帰放送である。2006年放送の「夏の思い出SP」からハイビジョン制作となったことに伴い、アナログ放送ではレターボックスで放送となった。レギュラー再開前の予告編では、前番組『あいのり』のラブワゴンから桑田が無理やり降ろされ、ユースケにフジテレビ本社玄関へ連れ去られる模様であり、桑田は「『あいのり』でいいじゃねぇかよ」とぼやきながら連れ去られていた。後半はユースケがドラマ「救命病棟24時」に出演のため出番が少なくなっている。

### 第1回「桑田佳祐追悼特別番組」
- 2009年4月20日放送

エイプリルフールにちなみ、ドッキリ企画としてオープニングから『桑田佳祐追悼特別番組』が放送され、司会として佐々木恭子アナウンサー、ゲストとしてユースケと岸谷五朗が出演。番組の最中に虎の着ぐるみを着た桑田が登場するが、着ぐるみが佐々木・ユースケ・岸谷に見えていないという設定で番組が進むため、スケッチブックに「はすい（破水）してます」と書いてカメラに出し、その後乳児（の人形）を足元から取り出してみたり、尻尾を股間に挟みそれを用いて自慰を連想される行動を取るなど、好き勝手な行動を連発した。
ユースケによれば、「これは『リニューアル』として一度桑田佳祐に死んでもらい、『新生桑田佳祐』として生まれ変わってもらおうという意図（生前葬）があった」とのこと。追悼特番の終了後、スタジオライブ形式で桑田のライブがスタート。このライブではアンコールを除きサザンオールスターズおよびソロの曲は一切演奏せず、主にアメリカンロックが披露された。また、曲の合間のMCではこのライブを「佐々木アナご着床・分娩記念ライブ」だと発言したりと、こちらでも好き勝手な言動を繰り返した。
前述のオープニングの影響もあり、この企画はネット上で様々な反響を呼んだ。また、「フジテレビ史上第2位」とされるほどの量の苦情の電話も殺到し、これが原因で恭子アナの兄・佐々木将プロデューサーは髪が白髪になるほどのストレスになった事がDVD版で言及された。視聴率は9.8%。
演奏曲
1. 桜坂（福山雅治）：神代桜においての別撮り。「自分が死んだら流してほしい」という桑田の遺言（という設定）に従って追悼番組中に流された映像。桑田は和服を着ての歌唱であり、間奏でミニー・リパートンの「Lovin' You」のフレーズが引用されており、曲の最後には「さくらさくら」のメロディーが流れ、サザン30周年記念ライブでの「みんな本当に死ぬなよ!」という桑田の発言がサンプリングされるなどの桑田流のお遊びもあった。
2. Yesterday（ビートルズ）：追悼番組中の「こうして耳を澄ますと桑田さんの歌が聞こえてくるようですね」という佐々木アナの言葉を受けて、その場にあったギターを手に取り替え歌を披露[注釈 20]。ユースケは「生前から乗せるとすぐになんでも歌ってくれた」とコメント。

スタジオライブ「音楽寅さん復活記念 Rock'n Roll Live」
1. Blue Suede Shoes（カール・パーキンス）
2. スロウ・ダウン（ビートルズ）
3. Bring it on home to me（サム・クック）
4. Johnny B. Goode（チャック・ベリー）
5. 別れ話は最後に
以降アンコール。
6. 神の島遥か国
7. 明日晴れるかな

- バンドメンバーは、桑田（ボーカル・ギター）、中シゲヲ（ギター）、tatsu（ベース）、吉村由加（ドラムス）、片山敦夫（キーボード）。

放送では1.、2.、3.、4.を放送。

### 第2回「番組の新テーマ曲を作る」
- 2009年4月27日放送

放送当日、『笑っていいとも!』の「テレフォンショッキング」に生出演し「今夜の『音楽寅さん』で新オープニングを発表する」と発言した、というユースケ。ユースケは困惑する桑田に「今までのテーマ曲じゃ、リニューアルした意味がないよ。桑っちょの新曲、生放送で発表しよう」と提案し、中山家代々の「あいなめ」の春画を桑田に見せ、新曲のテーマとした。
桑田とユースケは、曲作りの為浅草六区へ。くじら料理店「捕鯨船」、ストリップ劇場「浅草ロック座」を巡り、浅草太鼓を堪能した桑田は、早速ビクタースタジオ（401スタジオ）で曲作りを開始。曲作りの模様はドキュメントタッチで放送された。今回は「MUSIC TIGER」のような「一人バンド形式」ではなく、バックバンドも従えたものになっている。この曲はシングル『君にサヨナラを』のカップリングとして収録。
なお、ユースケは実際には「テレフォンショッキング」で番組宣伝を行ったのみであり、レコーディング自体も2009年3月に行われている。視聴率は9.4%。
この回の生放送パートから番組タイトルロゴの右上に「あいなめ」の文字が付け加えられた。書体は「あいのり」のタイトルロゴに似せたものを使用している。
演奏曲
1. こまっちゃうナ（山本リンダ）：桑田が合いの手を入れているだけのユースケに対し「発声練習をしよう」と述べ、ユースケが「そんな事言われてもこまっちゃうな」と言った流れで歌唱した。歌詞は「アソコに毛が生えた」という清水アキラが研ナオコのものまねをして歌唱した際の替え歌になっていた。
2. HONKY JILL 〜69(あいなめ)のブルース〜（2009年のシングル「君にサヨナラを」に収録）：新宿アルタ屋上からの生放送（演奏部分の前後のみ生演奏）。間奏でバンドメンバーが退席し、女性エキストラに入れ替わった。なおブラスの4名についてはニューハーフと入れ替わっており、ブラスではなく尺八を持っていた。

- バンドメンバーは、桑田（ボーカル・ギター）、斎藤誠（ギター）、角田俊介（ベース）、片山敦夫（キーボード）、小田原豊（ドラムス）、本間雅人（サクソフォーン）、湯本淳希（トランペット）、中野勇介（トランペット）、五十嵐誠（トロンボーン）。

### 第3回「空耳アビーロード」
- 2009年5月4日放送

ビートルズのアルバム『アビイ・ロード』に収録された楽曲に日本語の空耳歌詞を当てて、メドレー形式で演奏するという企画。歌詞は2009年当時の日本の政治・経済を桑田なりのユーモアを交えて風刺したものとなっている。アルバム名は『アベー・ロード』。また、DVDでは権利上の問題により収録されておらず、『100ページブックレット「音楽寅の巻」』に歌詞が収録された。
演奏曲と空耳歌詞の内容
1. 公明党BROTHER（Come Together）：麻生太郎、自公連立政権、定額給付金など
2. さみしい…（Something）：日本共産党、志位和夫、不破哲三
3. 舛添居ず知らぬ間データ（Maxwell's Silver Hammer）：年金問題、舛添要一
4. 親だ〜れ!?（Oh! Darling）：小泉チルドレン、郵政造反組復党問題、DAIGO
5. 僕当選さす票田（Octopus's Garden）：選挙運動
6. iPhone中（I Want You（She's So Heavy））：円相場、世界金融危機
7. 爪噛むおじさん（Here Comes The Sun）：麻生太郎、鴻池祥肇、中川昭一
8. 民主党（Because）：小沢一郎、西松建設事件
9. 油田は危機を招き（You Never Give Me Your Money）：環境問題、ガザ紛争
10. 国際危惧!!（Sun King）：北朝鮮によるさまざまな問題（日本人拉致問題、ミサイル発射実験、主体思想、万景峰号、日朝関係など）
11. 民意無視して増した･･･!!（Mean Mr. Mustard）：税金 、天下り、田母神論文問題、在日米軍、防衛省問題
12. オレ審判!?（Polythene Pam）：裁判員制度
13. ｢死刑｣にするも「罰する」も非道!?（She Came In Through The Bathroom Window）：12に続き裁判員制度
14. 公然知らんばい（Bye）!?（Golden Slumbers）：閣僚の辞任
15. 借金（かり）が増え!!（Carry That Weight）：日本国債、世界金融危機
16. 次年度（The End）：第1次安倍内閣 - ザ・ニュースペーパーの福本ヒデが安倍晋三に扮して出演している。

- バンドメンバーは、桑田（ボーカル・ギター）、斎藤誠（ギター）、角田俊介（ベース）、小田原豊（ドラムス）、片山敦夫（キーボード）、角谷仁宣（マニピュレーター）。

「The End」の次曲「Her Majesty」については演奏されていないが、「次年度」終了後にさりげなくSEとして流されている。また、最後はユースケの「日本を支える先生方、これからも頑張ってください」という発言で締められた。

### 第4回「一日遅れの母の日スペシャル」
- 2009年5月11日放送

放送日の前日が母の日であったことから、「母親」にまつわる楽曲を各地で披露。前半はフジテレビの社員食堂でスタッフの母親が同席し、弾き語りのライブを開催。後半は新宿・歌舞伎町のニューハーフショーパブ「黒鳥の湖」にて数十人のニューハーフとともにライブを開催、終盤にはユースケの母親も登場した。
なお、冒頭ではフジテレビ社員食堂で桑田が店員に注文をしようとしている所にユースケがやって来るというシチュエーションで始まっており、その中で桑田が徳島丼と発したことが一部で反響を呼んだ。また、桑田はロビーを歩いていた平井理央（当時フジテレビアナウンサー）の姿を目撃して、平井のことを『マンピーのG☆すぽると!』と呼んでいた。
この回でオープニングのタイトルバックが初めて公開された。
演奏曲
1. Dear WOMAN（SMAP）：フジテレビの社員食堂で披露。鍵盤ハーモニカの演奏で深町栄が参加。
2. おふくろさん（森進一）- かあさんの歌（唱歌）：スタジオライブ。歌唱中には桑田と母・昌子[16]が一緒に写っている写真[注釈 25]が放映された[17]。
3. Yesterday（ビートルズ）：替え歌。第1回においての替え歌と別歌詞ながら同じ構成で、「タマ捨てたでい」と歌っている。
4. おかあさん（ザ・テンプターズ）：3.とともにニューハーフショーパブで披露。アコーディオンの演奏に深町、ヴァイオリンに金原千恵子が参加。
5. Mother（ジョン・レノン）：スタジオライブ。
6. 東京だョおっ母さん（島倉千代子）：ニューハーフショーパブでユースケの母親も同席して披露。歌唱中にはユースケが自身の母と一緒に写っている写真や、母がユースケの俳優活動を応援している主旨の写真[注釈 26]が放映された。

- スタジオライブでのメンバーは桑田（ボーカル）、島健（ピアノ・アレンジ）、知念輝行（ギター）、井上富雄（ベース）、鎌田清（ドラムス）、ボブザング（アルトサックス）、上里稔（テナーサックス）、奥村昴（トランペット）、横山均（トランペット）、中川英二郎（トロンボーン）。

### 第5回・第6回「『フォーク軒』でフォークソング特集」
- 2009年5月18日・5月25日放送

｢ラーメン屋なのにラーメンは二の次で、フォークソングだけが売り｣のラーメン店・フォーク軒を舞台に、店主（桑田）が客らとの会話から強引にフレーズを抜き出し、フォークソングを歌いだす、という内容のコント。DVD版では、強引に抜き出した言葉の一部が権利上の問題でカットされた代わりに、本放送で一部放送できなかった下ネタがそのまま使用されている。
出演者
- フォーク好き店主：桑田佳祐 （ボーカル・ギター）
- フォーク好きアルバイト：斎藤誠 （ギター・コーラス）
- 近所のフォーク好きおじさん：深町栄 （アコーディオン・ウクレレ）
- フォーク好きサラリーマン：小倉久寛
- 工場で働く常連客：ユースケ・サンタマリア
- 白装束、隣町のラーメン店「ポーク軒」店主・豚 こつ夫：内村光良（5月25日のみ出演）
- こつ夫の妻・豚 かつ子：原由子 （ギター・コーラス）
- ダンサー：スーパー・エキセントリック・シアター
- ハイジ、白装束、セーラー服（5月18日）、白装束（5月25日）：清水美恵

演奏曲
｢※｣はコント内で歌った楽曲、それ以外はスタジオライブ。
2009年5月18日放送分
1. 結婚しようよ （よしだたくろう）※
2. 八月の濡れた砂 （石川セリ）
3. 若者たち （ザ・ブロードサイド・フォー）※
4. カレーライス （遠藤賢司）※
5. 風に吹かれて （Bob Dylan）：桑田の弾き語りによるテイク。ビクタースタジオ・401スタジオのピアノブースで撮影。
6. さなえちゃん （古井戸）※
7. 死んだ男の残したものは （高石友也）

2009年5月25日放送分
1. 白い色は恋人の色 （ベッツィ&クリス）※
2. 時には母のない子のように （カルメン・マキ）
3. 神田川 （かぐや姫）※
4. 風をあつめて （はっぴいえんど）：桑田1人による歌唱（カラオケ音源）。ボーカル・ギター・タンバリンを桑田、コーラス・ピアノを原が担当。
5. 傘がない （井上陽水）※
6. かもめ （浅川マキ）
7. あの素晴しい愛をもう一度 （加藤和彦と北山修）※

- スタジオライブのバンドメンバーは、桑田（ボーカル・ギター）、斎藤（ギター）、鎌田清（ドラムス）、片山敦夫（キーボード）、深町（キーボード）。

### 第7回「アンプラグドLIVE殺人事件 〜ドラマの中の二人〜」
- 2009年6月1日放送

桑田ソロやサザンの楽曲のアンプラグドアレンジによるライブと、桑田とユースケによるサスペンス風のドラマを織り交ぜた編成。演奏時は普段と異なり、曲名・歌詞テロップは番組中に一切表示されなかった。スタッフによると、ドラマ部分の編集と加工に時間がかかり、編集する時間がなかったためにこうした演出を行ったとのことであり、桑田はこれについて「新しいね」と感想を述べている。この企画を行った理由としては桑田がスタッフに「悪役をやってみたい」と持ち掛けたことが影響している。そのため、「電気代を節約するためにアンプラグドライブを行う」「殺人の動機はユースケとギャラの取り分でもめたため」など普段の桑田のキャラクターとはかけ離れた設定になっている。この回ではレギュラー第2期としては珍しく下ネタがほとんどなかった。桑田はこのドラマに合わせいくつか伏線となる服装・言動・行動をライブ中にしている。
演奏曲
無印は桑田ソロ、○はサザンオールスターズの楽曲。
1. LOVE AFFAIR 〜秘密のデート〜 ○
2. 風の詩を聴かせて
3. JOURNEY
4. 黄昏のサマー・ホリデイ
5. THE COMMON BLUES 〜月並みなブルース〜
6. DEAR MY FRIEND
7. 港のヨーコ・ヨコハマ・ヨコスカ（ダウン・タウン・ブギウギ・バンド）
バンドメンバー紹介で演奏しており、歌詞もメンバーそれぞれにちなんだ内容に変えられている。
8. 思い出のスター・ダスト ○
9. ダーリン
10. 祭りのあと
歌詞を一部変更して披露しており、ドラマに合わせた伏線として桑田が仕掛けたものだった。
11. 別れ話は最後に ○

- 放送では1曲目・2曲目・4曲目・9曲目・10曲目を放送。バンドメンバーは桑田（ボーカル・ギター）、斎藤誠（ギター）、角田俊介（ベース）、小田原豊（ドラムス）、高橋結子（パーカッション）、片山敦夫（キーボード）、深町栄（キーボード）、安奈陽子（コーラス）、村石有香（コーラス）。

### 第8回・第9回「寅さんの大阪案内」
- 2009年6月8日・6月15日放送

桑田が茅ヶ崎ならぬ「尼崎」出身とあからさまに嘘をつき、地元大阪にユースケを案内し、現地の人に対して初対面であるにも関わらずどこへ行っても親戚付き合いのような振る舞いをするという内容。6月15日分では、大阪城ホールにて行われたFM802の記念コンサート「RADIO MAGIC」へのサプライズ出演の模様も放送された。
ちなみに6月8日放送分ではユースケがビリケン像を前にして、アンジーの「夜の行進」を歌っており、桑田はツボにはまったのか何度かユースケにそれを歌うよう要求した。
演奏曲
2009年6月8日放送分
1. 梅田からナンバまで（上田正樹・有山淳司）：通天閣展望台のビリケン像の前で披露。ギターの演奏で斎藤誠、鍵盤ハーモニカの演奏で片山敦夫が参加。
2. 大阪の女（ザ・ピーナッツ）：京橋の多目的ホール（番組内ではキャバレーと紹介）「天守閣ホール」での演奏。桑田・斎藤・片山のほか、ホールの座付きバンド（ハコバン）も参加。
3. どしゃぶりの雨の中で（和田アキ子）：スタジオライブ。
4. LOVE KOREA（サザンオールスターズ）：鶴橋の焼肉店「喜楽園」（番組内の設定では「俺（桑田）の実家」。また、桑田は店のおばちゃんを「俺のお袋」「オモニ（朝鮮語で母親の意）」とジョークを交えて紹介していた[注釈 33]）で披露。カラオケ音源。
5. アリラン（朝鮮民謡）：同じく「喜楽園」にて披露。ギターで斎藤、アコーディオンで片山が参加。ちなみに「喜楽園」での歌唱シーンが一時期動画投稿サイトにアップされたことで、後年ネット上では桑田の出自や思想・民族的立場[注釈 34]に関するデマが一時的に流れる事となった。また、2015年には朝鮮日報で「LOVE KOREA」や「喜楽園」での歌唱シーンを持ち上げるコラムが掲載された[27][注釈 35]。
6. 大阪で生まれた女（BORO）：スタジオライブ。

2009年6月15日放送分
1. 買い物ブギ（笠置シヅ子）：桑田が商店街を回っていくPVのような構成。
2. HONKY JILL 〜69(あいなめ)のブルース〜（桑田佳祐）：これ以降5.まで大阪城ホールでの演奏。桑田はこのライブでも「生まれ故郷の大阪に帰ってきました～!」とジョークを述べている[29]。
3. 悲しい色やね（上田正樹）
4. 明日晴れるかな（桑田佳祐）
5. 波乗りジョニー（桑田佳祐）：4.・5.はダイジェスト。以上大阪城ホールでの演奏メンバーは、桑田（ボーカル・ギター）・佐橋佳幸（ギター）・河村“カースケ”智康（ドラムス）・渡辺等（ベース）・Dr.kyOn（キーボード）・斎藤有太（キーボード）・本田雅人（サックス）・佐々木久美（コーラス）・渕上祥人（コーラス）・大滝裕子（コーラス）。
6. 雨の御堂筋（欧陽菲菲）：スタジオライブ。
7. お政治オバチャン（憂歌団）：スタジオライブ。井脇ノブ子をモチーフとしたコスプレをしての歌唱だが、架空の政治家「ミヤネ屋寅次郎」という設定[注釈 36]。
8. 酒と泪と男と女（河島英五）：ジャズバー「藤田バー」での演奏。桑田（ボーカル）・斎藤（ギター）・片山（オルガン）のほか、藤田バーのマスター・藤田さんもサックスで参加。

- スタジオライブでのバンドメンバーは桑田（ボーカル）・斎藤（ギター）・角田俊介（ベース）・小田原豊（ドラムス）・片山（キーボード）・深町栄（キーボード）・山本拓夫（サックス）・竹野昌邦（サックス）・西村浩二（トランペット）・安奈陽子（コーラス）・村石有香（コーラス）。

### 第10回「トラジェクトX 〜知られざる性春時代〜」
- 2009年6月22日放送

桑田の母校である鎌倉学園高等学校とその近辺を訪問するという企画。合間には、NHKのドキュメンタリー番組であるプロジェクトX〜挑戦者たち〜を忠実に模した、桑田の高校時代の失恋を再現したドラマがはさまれており、ユースケが高校時代の桑田役で出演し「友人とふざけあっていて砂浜に顔だけ出して埋められ、そこに潮が満ちてきて波を頭までかぶる」というシーンを熱演した。実際には桑田は高校時代にこうした経験をしておらず、フィクションであった。
この回で桑田はリムジン（レンタル）に乗って、普段のキャラクターとかけ離れた典型的な成金スーパースター然とした衣装で登場しており、観光客からは「あんな感じになっちゃったんだ」と誤解され、それを聞いた桑田が落胆したことがDVD版で語られている。
演奏曲
1. The Weight（ザ・バンド）：稲村ヶ崎で披露。ロケにおいては桑田のほか、ギターの演奏で斎藤誠、鍵盤ハーモニカ・ピアノの演奏で片山敦夫、タンバリンの演奏でマネージャーの田中康太朗が参加。
2. Tight Rope（レオン・ラッセル）：鎌倉学園の音楽室で披露。
3. I Shot the Sheriff（ザ・ウェイラーズ）：スタジオライブ。
4. Heart Of Gold（ニール・ヤング）：鎌倉学園に隣接する建長寺の半僧坊で披露。
5. It's Too Late（キャロル・キング）：スタジオライブ。

- スタジオライブのバンドメンバーは桑田（ボーカル）・斎藤（ギター）・琢磨仁（ベース）・河村“カースケ”智康（ドラムス）・片山（キーボード）・深町栄（キーボード）・高橋結子（パーカッション）・安奈陽子（コーラス）・村石有香（コーラス）。

### 第11回「寅さんが選んだ21世紀ベストソング20」
- 2009年6月29日放送

寅さんが選んだ21世紀（実際には2000年代）のベストソング20曲を、『COUNT DOWN TV』を模したアニメーションに乗せてカウントダウン形式で発表。5位から1位まではバンドによる生演奏で、6位以降はUGAによるカラオケ音源に合わせた桑田（とユースケ）の歌唱をダイジェストで放送。桑田（10位・11位のみユースケ）がアーティストや曲にちなんだコスプレを身に着けて歌唱を行っている。なお、この回で10位の「マツケンサンバII」を歌った際、ユースケはメイク時間に2時間を費やしたにも関わらず、出演時間は18秒だった。
桑田は収録当日に風邪を引いており、あまり元気がなかったが、先に収録を終えていたユースケの歌唱シーンの映像を見せられたことがきっかけで「私もこれぐらいやらなきゃ駄目って事ですね?」と述べ、奮起したことがDVD版で語られている。
演奏曲（ランキング順）
1. TREE CLIMBERS（木村カエラ、2006年）
2. 千の風になって（秋川雅史、2006年）
3. 抱いてセニョリータ（山下智久、2006年）
4. Flavor Of Life（宇多田ヒカル、2007年）
5. 旅立ちの唄（Mr.Children、2007年）
6. そばにいるね（青山テルマ feat. SoulJa、2008年）
7. 愛のままで…（秋元順子、2008年）
8. 君にBUMP（ケツメイシ、2004年）
9. テルーの唄（手嶌葵、2006年）
10. マツケンサンバII（松平健、2004年）
11. 世界はそれを愛と呼ぶんだぜ（サンボマスター、2005年）
12. Everything（MISIA、2000年）
13. キセキ（GReeeeN、2008年）
14. SAKURA（いきものがかり、2006年）
15. 閃光少女（東京事変、2007年）
16. LIFE is... 〜another story〜（平井堅、2003年）
17. 地上の星（中島みゆき、2000年）
18. タイガー&ドラゴン（クレイジーケンバンド、2002年）
19. アシンメトリー（スガシカオ、2002年）
20. ワダツミの木（元ちとせ、2002年）

- バンドメンバーは、桑田（ボーカル・ギター）、斎藤誠（ギター）、永野治（ギター）、角田俊介（ベース）、鎌田清（ドラムス）、高橋結子（パーカッション）、片山敦夫（キーボード）、深町栄（キーボード）、清水美恵（コーラス）、安奈陽子（コーラス）、角谷仁宣（マニピュレーター）。

### 第12回「夢のような企画」
- 2009年7月13日放送

「音楽寅さん」の企画会議において、「夢をテーマにした企画」が持ち上がる。そこへ大泉洋（TEAM NACS）が現れ「夢をテーマにした曲」を桑田に依頼。そして収録当日、本番になっても現れない桑田に対し、桑田扮するAV好きの吉野チーフADに怒るユースケ扮する佐々木プロデューサー。そのころ桑田は、401スタジオにて曲作りに入っていた。桑田がいない中で始まるカメラリハーサルという設定のコントと、原由子を迎えて行われるレコーディングドキュメントが、交互に織り交ぜられた。
また、コントの途中では桑田扮する吉野チーフADが「すぽると!」本番前の平井理央と遭遇し、サインを求めペンと間違えてTENGAを出したり、Rioの写真が印刷されたTシャツにサインを書かせるといったシーンも存在した。
コント内での演奏曲
1. Dream a Little Dream of Me（ママス&パパス）：カメラリハーサルにて披露。桑田扮する吉野ADが桑田役を行っている。
2. Dream（ジョニー・マーサー）：カメラリハーサル。原扮する原役の小谷中サードAD・吉野AD（桑田）のセッション。
3. Daydream Believer（モンキーズ）：カメラリハーサル。

- カメラリハーサル（事実上のスタジオライブ）のバンドメンバーは桑田（ボーカル・ギター）、斎藤誠（ギター）、角田俊介（ベース）、鎌田清（ドラムス）、片山敦夫（キーボード）、原（キーボード・コーラス）、安奈陽子（コーラス）、村石有香（コーラス）。

なお、一連の桑田・ユースケ・原が番組スタッフに扮したコントは、元ネタとなった吉野チーフAD本人が会議中に居眠りをした桑田を起こすという形（つまり夢オチ）で終了した。
最後はこのドキュメントで作成された原由子の新曲「夢をアリガトウ」が放送された。

### 第13回・第14回「海の日記念スペシャルライブ」
- 2009年7月20日・7月27日放送

7月20日は海の日であることにちなみ、この日サザンビーチちがさきにて海岸清掃のイベントに参加したファンを桑田の小学・中学時代の同級生が経営する海の家「夏倶楽部」に招き、ライブを行う。ライブ実施日である7月20日には一部生放送で行われ、楽曲も披露された。冒頭では桑田・マネージャーの会話からはじまり、当日のニュースや後述するカツラのハプニングにも言及している。7月27日は「延長戦」と称し、7月20日に放送できなかった曲を中心に、桑田が海水浴に来た女性をナンパする、ウクレレやハマチを持って水着ギャルと共に船に乗り戯れる、同級生から手渡されたギャラは水着ギャルの生写真などといった内容のドキュメンタリー風のコントを織り交ぜて放送した。また、27日の回の冒頭はバーミヤンの店内で撮影された（また、桑田の隣に少女がいたが、これが「避暑地の鎮魂歌」につながるストーリーとなる）。
演奏曲
特記のない限り無印は桑田ソロ、○印はサザンオールスターズの楽曲。
2009年7月20日放送分
1. 茅ヶ崎に背を向けて ○
2. ラチエン通りのシスター ○
3. チャコの海岸物語 ○
4. 夏をあきらめて ○
5. MY LITTLE HOMETOWN
6. Oh!クラウディア ○：生放送で演奏。2番の歌詞は、翌日に行われた衆議院解散を反映し、当時の政局の混迷や世相を憂い、日本国民の未来に寄り添う詞に替えて唄われた。

2009年7月27日放送分
1. MERRY X'MAS IN SUMMER （KUWATA BAND）
2. 真夏の果実 ○
3. 涙の海で抱かれたい 〜SEA OF LOVE〜 ○
4. 悲しい気持ち（JUST A MAN IN LOVE）
5. Get Back（ビートルズ）- マンピーのG★SPOT ○：｢マンピーのG★SPOT｣演奏時に着用したカツラ「マンヅラ」は、ビートルズの髪形を意識したカツラから髪の毛の部分が落ち、ホタテガイをあしらったマンヅラにチェンジされた。なお、最初はマネージャーのミスで逆向きにかぶっており、途中でマネージャーにより修正された。

- バンドメンバーは桑田（ボーカル・ギター）、斎藤誠（ギター）、角田俊介（ベース）、高橋結子（パーカッション）、片山敦夫（キーボード）、安奈陽子（コーラス）、角谷仁宜（シンセサイザー・マニピュレーター）。

### 第15回「声に出して歌いたい日本文学」
- 2009年8月3日放送

「文学と音楽の時を越えた夢のコラボレーション」として、桑田が日本の文学作品を10作品選び、作中の詩や文に桑田自身が曲をつけてメドレー形式で演奏した。「汚れつちまつた悲しみに」はバンドアレンジとREPRISEのストリングスアレンジが披露された。「汚れつちまつた悲しみに(REPRISE)」のときには、それぞれの文豪に扮した桑田が登場している（また、インド人と労働者に扮したユースケも参加している）。「銀河鉄道の夜」では、作中の一節が朗読された。
冒頭と最後にはハリー・ポッターシリーズ風のコスプレをしたユースケが曲紹介を行い、エンディングでは何故か『戦場のメリークリスマス』の台詞を引用していた。
8月15日放送のFMラジオ「桑田佳祐のやさしい夜遊び」にて、18分ある同音源がノーカットでオンエアされ、シングル『君にサヨナラを』のカップリングとして収録される。また、2012年にはベストアルバム『I LOVE YOU -now & forever-』にも収録されている。
演奏曲（原作者）
1. 汚れつちまつた悲しみに（中原中也）
2. 智恵子抄（高村光太郎の『智恵子抄』に収録される短詩「あどけない話」より）
3. 人間失格（太宰治）
4. みだれ髪（与謝野晶子の『みだれ髪』より）
5. 蜘蛛の糸（芥川龍之介）
6. 蟹工船（小林多喜二）
7. たけくらべ（樋口一葉）：桑田が、2009年に死去した忌野清志郎風のメイクで登場した。さらに2012年の桑田のライブコンサート『I LOVE YOU -now & forever-』において、忌野清志郎のライブ映像と、この番組で桑田が忌野清志郎に扮した映像が使用された。
8. 汚れつちまつた悲しみに（REPRISE）
9. 一握の砂（石川啄木の『一握の砂』の「我を愛する歌」より）
10. 吾輩は猫である（夏目漱石）
11. 銀河鉄道の夜（宮沢賢治）

- スタジオライブでのメンバーは桑田（ボーカル・ギター）、知念輝行（ギター）、斎藤誠（ギター）、角田俊介（ベース）、片山敦夫（キーボード・ピアノ）、河村“カースケ”智康（ドラムス）、金原千恵子（バイオリン）だった。レコーディングに参加したメンバーについては君にサヨナラを#参加ミュージシャンを参照[40]。

### 第16回「避暑地の鎮魂歌 〜軽井沢スペシャル〜」
- 2009年8月10日放送

ユースケを軽井沢の別荘に招待した桑田。そこには老婦人とバーミヤンの店内にいた少女が……桑田の別荘で過ごす中、老婦人、桑田、テニスコートでスカッシュを楽しんでいた女性ペア、夜中に怪談大会をした浴衣のギャルなどから、ユースケに向け意味深な一言が次々に発せられる。更に桑田がユースケを墓地に連れて行き、一つの墓の前に立ちどまる。それはユースケの墓だった。ユースケは死んでもなおそれを受け入れなかったため、桑田が連れてきたのだ。老婦人とバーミヤンの少女もすでに1年前に死んでいたという。ラストシーンでは桑田の別荘になぜか見知らぬ男女が。物件の見学に来ていたのだ。桑田は止めようとしたが、なぜが自分の体が男女を突き抜けてしまう。桑田も死んでいたのだ……
｢アンプラグドLIVE殺人事件 〜ドラマの中の二人〜｣と同様にドラマ的な内容だったが、今回は歌詞テロップも通常通り表示された。
なお、テニスコートでスカッシュを楽しんでいた女性ペアついては、経験者を呼んだつもりが、誤って未経験者をキャスティングしてしまい、結果的にラリーにならず、意味不明なシーンになったことが語られている。
演奏曲
1. Tears In Heaven（エリック・クラプトン）
2. ノルウェーの森（ビートルズ）
3. 別離（わかれ）（サザンオールスターズ）
4. ゲゲゲの鬼太郎
5. 喝采（ちあきなおみ）

- バンドメンバーは桑田（ボーカル・ギター）、斎藤誠（ギター）、角田俊介（ベース）、、片山敦夫（キーボード・ピアニカ）、成田昭彦（パーカッション・ドラム）、角谷仁宜（シンセサイザー・マニピュレーター・タンバリン）、斎藤ネコ（ストリングスアレンジ）、岡村美央（第1バイオリン）、藤家泉子（第2バイオリン）、萩原薫（ビオラ）、笠原あやの（チェロ）。

### 第17回「悩める人に届けたい歌スペシャル」
- 2009年8月17日放送

「寅光のオールナイトスッポンポン」と題し、DJ笑福亭寅光（桑田）がリスナーの悩みを歌で解決するという企画。アシスタントに本田朋子アナウンサー、ディレクター役にユースケが当てられた。悩みは某大物ミュージシャン（桑田）の言動に困惑しているという身内スタッフからのものがほとんどだった。また、笑福亭鶴光のオールナイトニッポンのパロディであるため、寅光の下ネタの矛先が幾度となく本田アナに向けられるが、あまりにもしつこいために本田アナに頭を殴られるに至った。
なお、この回の最後には「寅光がオススメする今週の一曲」と題し、桑田がプロデュースした原由子のシングル「夢をアリガトウ」が放送日の2日後（8月19日）に発売されることが告知された。
悩み
- ペンネーム ビクターのメス犬さん（ビクターのスタッフ）
彼氏にフラれて落ち込んでいるところに、桑田が「パンツを売るならいくら？」と聞いてきた。 適当に「100万です」と答えると、桑田が「今すぐ払うから、ここでパンツ脱いでよ」と迫ってきた。
- ペンネーム 玉子チャーハンさん（桑田のエンジニア）
桑田の要望に出来るだけ応えるよう、日々努力を重ねている相談者。しかし、桑田の「歌い方をマイケル・ジャクソンに変えてみて」という要望には、現代の先進技術を駆使してもどうすることもできない。
- ペンネーム 肛 門平さん（ユースケ）
2009年の番組企画当初、番組仮タイトルに自分の名前も入っていたが、1回目の収録で確認すると自分の名前が削除されていたことを嘆く[注釈 46]。
また、回を重ねるごとに自分の出番が減ってきていると打ち明け、告訴も考えていると冗談半分で発言[注釈 47]。
なお、この時のみディレクター席にユースケはいなかった。
- ペンネーム 赤いパンティさん（当番組のAD）
知り合いになったカメラマンに告白され熱い一夜をすごすが、事が済むと「一生友達として……」と言われ、桑田に相談しようとする。桑田は口を開くも、下ネタばかり話す。
- ペンネーム すべらないまさるさん（佐々木将プロデューサー）
桑田が強引に若い女の子をキャスティングしようとして困っている。桑田の暴走を止めようとするが、どうすることもできない。

演奏曲
1. 男と女のお話 （日吉ミミ）
2. 悲しくてやりきれない （ザ・フォーク・クルセダーズ）
3. 怨み節（梶芽衣子）：桑田は和服を身にまとい、時代劇風のアクションを行った。また、最後ではスキーヤーに扮したユースケが松田聖子が出演したポッキーのCMのフレーズを口ずさんだり、植木等の「お呼びでない？こりゃまた失礼致しました！」を述べたりし、桑田に刀で切られるというオチとなった。
4. 朝起きたら（小林万里子）：女装しての歌唱であった。桑田は本楽曲を気に入っており、2022年12月31日放送の『第73回NHK紅白歌合戦』に出場した際に世良公則、Char、野口五郎のギター伴奏にのせて替え歌を披露したほどである[41]。
5. Help!（ビートルズ）
6. SEA SIDE WOMAN BLUES（サザンオールスターズ）：ラジオブースでのアンプラグドによる演奏。桑田佳祐（ボーカル、ギター）、斎藤誠（ギタレレ）、片山敦夫（ピアニカ）。

バンドメンバーは、桑田佳祐（ボーカル、ギター）、斎藤誠（ギター、ギタレレ）、角田俊介（ベース）、鎌田清（ドラムス）、片山敦夫（キーボード、ピアニカ）、深町栄（キーボード）、角谷仁宣（シンセ、マニピュレーター）、包国充（テナーサックス）、吉田治（アルトサックス）、五十嵐誠（トロンボーン）、小林正弘（トランペット）。

### 第18回「恋の花咲く銀座スペシャル」
- 2009年8月24日放送

下戸でイケイケの先輩サラリーマン・中山ユースケ (ユースケ) に連れられて、とある銀座のバーにやって来た冴えないサラリーマン・只野寅 (桑田) 。只野がバーテンダーの小雪に恋に落ち、様々な妄想をしていく様子を、銀座・恋・酒にまつわる曲にのせて、ドラマ仕立てでおくるという企画。「車屋さん」の曲の最後にはダチョウ倶楽部の上島竜兵がふんどし姿で登場した。また、「Can't Take My Eyes Off You」の最後には小雪が登場し、赤い薔薇を捧げる桑田の頬にキスをするが、これは小雪のアドリブであり桑田も知らなかったため、驚きと恍惚が入り混じる表情を浮かべた。桑田は自身のラジオ番組「桑田佳祐のやさしい夜遊び」内でも「小雪と俺はもうつき合っている」と話すなど、本当に小雪を気に入っている様子で、あのキスは演出ではなく本当に小雪によるアドリブかどうかスタッフに確認したと話した。
演奏曲
1. たそがれの銀座（黒沢明とロス・プリモス）
2. 銀座カンカン娘（高峰秀子）
3. ウイスキーが、お好きでしょ（石川さゆり）
4. 車屋さん（美空ひばり）
5. Can't Take My Eyes Off You（ボーイズ・タウン・ギャング）

- バンドメンバーは、桑田（ボーカル）、斎藤誠（ギター）、美久月千晴（ベース）、片山敦夫（キーボード）、鎌田清（ドラムス）、角谷仁宣（シンセ・マニピュレーター）、奥村晶（トランペット）、横山均（トランペット）、小林正弘（トランペット）、藤沢端（トランペット）、広原正典（トロンボーン）、花坂義孝（トロンボーン）、鍵和田道男（トロンボーン）、山道明広（バストロンボーン）、平原まこと（アルトサックス・フルート）、吉田治（アルトサックス・フルート）、渕野繁雄（テナーサックス）、上里稔（テナーサックス）、宮本大路（バリトンサックス）、木村道代（ヴァイオリン）、栄田嘉彦（ヴァイオリン）、石亀協子（ヴァイオリン）、上里はな子（ヴァイオリン）、三木章子（ヴィオラ）、舘泉礼一（ヴィオラ）、島健（ピアノ・アレンジ）。

### 第19回「山中湖ライブスペシャル」
- 2009年9月7日放送

8月30日に山中湖で開催されたライブイベント「SWEET LOVE SHOWER 2009」に「桑田佳祐 & SUPER MUSIC TIGERS」として参加したときの模様を放送。冒頭では桑田とユースケが老人に扮してアヒル型の船に乗りこのライブの思い出に浸る「2039年 山中湖」と題したミニコントを放送。視聴率8.8%。
演奏曲目
特記のないものはサザンオールスターズの楽曲。
1. ROCK AND ROLL HERO（桑田佳祐）
2. スキップ・ビート (SKIPPED BEAT)（KUWATA BAND）
3. 悲しい気持ち_(JUST A MAN IN LOVE)（桑田佳祐）
4. 海
5. 栞のテーマ
6. Oh!クラウディア
7. MERRY X'MAS IN SUMMER（KUWATA BAND）
8. 雨あがりの夜空に（RCサクセション）
9. ロックンロール・スーパーマン 〜Rock'n Roll Superman〜
10. 波乗りジョニー（桑田佳祐）
11. 希望の轍

- 放送では1.、2.、4.、5.、9.、11.を放送。「桑田佳祐 & SUPER MUSIC TIGERS」のメンバーは、桑田（ボーカル）、斎藤（ギター）、佐橋佳幸（ギター）、亀田誠治（ベース）、松田弘（ドラム）、小田原豊（ドラム）、原由子（キーボード）、片山敦夫（キーボード）、スカパラホーンズ（管楽器）、安奈陽子（コーラス）、村石有香（コーラス）。

### 第20回「日本ウッドストック会議」
- 2009年9月14日放送

「日本版ウッドストック」を木場で開催する件につき実行委員会を開催。実行委員の背後には、不敵に笑う謎の人物が…。政治・ウッドストックの関連性を、政治家・ミュージシャン・音楽評論家にコスプレしてウッドストックが社会問題に対してどう向き合っていくのかを話し合う企画。2009年の衆議院選挙に合わせ、それに伴ったネタが披露された。実行委員は実在の人物の、本人寄せ（似）で構成されている。この企画では、桑田は1人5役を演じるため、収録が深夜まで及び、頭が混乱していたことがDVD版で語られている。視聴率は5.5%。
- 田原ソースケ氏：進行役（ユースケ) - 元ネタは朝まで生テレビ司会者の田原総一朗。
- 鳩川氏：新委員長（桑田） - 宇宙人という設定であり、頭に触角を模したカチューシャを着用していた。元ネタは鳩山由紀夫（放送2日後の9月16日に内閣総理大臣に就任した）。
- 阿藤氏：元委員長（桑田） - 元ネタは麻生太郎｡麻生の口元を模したマスクを着用していた。編集で声が変えられていたが口調も麻生に寄せており、ユースケは「麻生さんの声の真似が凄く桑っちょ上手い」とDVD版で述べている[32]。
- 福下氏：茶民党党首（桑田) - 元ネタは社民党党首の福島瑞穂。
- 荻原氏：元ネタは萩原健太｡[注釈 49] - 知識豊富な音楽評論家（桑田）
- 内田山氏：元ネタは内田裕也｡[注釈 50] - そのロックンロール魂は唯一無二（桑田）
- 金平糖氏：元ネタは公明党｡「『お仲間だけの音楽会』に出席する」という理由で欠席（｢お仲間だけの音楽会｣とは公明党の支持団体である創価学会のパーティーの事を指していると思われる｡）
- 天井裏の謎の人物：たぶんあの人（桑田） - 元ネタが小沢一郎であることはDVD版で桑田が言及している[32]。

演奏曲目
1. Woodstock（クロスビー、スティルス、ナッシュ&ヤング）
2. Delta Lady（ジョー・コッカー）
3. Stand!（スライ&ザ・ファミリー・ストーン）
4. Summertime Blues（エディ・コクラン、ザ・フー）
5. Purple Haze（ジミ・ヘンドリックス）
6. コミック雑誌なんかいらない（内田裕也）

- バンドメンバーは桑田（ボーカル、ギター）、斎藤誠（ギター）、角田俊介（ベース）、河村“カースケ”智康（ドラムス）、片山敦夫（キーボード）、安奈陽子（コーラス、タンバリン）、村石有香（コーラス）、山本拓夫（サックス）、西村浩二（トランペット）。

### 第21回「最終回・寅さんは永遠に不滅ですスペシャル」
- 2009年9月21日放送

最終回らしい構成になっており、これまで放送された番組の足跡をダイジェストで放送した後に、撮り下ろしで下記2曲が披露された。番組の最後には、収録後の桑田とユースケがとあるレンタルビデオ屋の成人向けコーナーで偶然出くわしてしまい気まずい雰囲気になるという内容のコントがあった。視聴率は5.1%。
演奏曲目
1. 漫画ドリーム09〜音楽寅さんver.：｢かんぽの宿売却騒動｣「新疆ウイグル自治区騒乱」「新型インフルエンザ」「臓器移植法案改正」「民主党政権樹立」など放送された2009年の半年間に起こった出来事を題材にして歌われた。放送当日に収録されたものであり、歌詞内容は前日に死亡が確認された漫画家・臼井儀人[注釈 51]を追悼する歌詞もあった。桑田一人のギター弾き語り曲であり、7分以上の曲をワンカットで撮影された。特にウイグルでの事件に触れた歌詞についてはシンガーソングライターの佐藤龍一に高く評価され、桑田やこの場面を放送した『音楽寅さん』のスタッフの英断を称える発言を自身のブログで行った[44]。
2. 寅が終わるど!!：｢日本版『We are the World』｣を意識した空耳替え歌。番組の出演者（ゲスト含む）やスタッフなどがコーラスとして参加している。

- ｢寅が終わるど!!｣のレコーディングに参加したメンバーは桑田（ボーカル）、斎藤誠（ギター）、片山敦夫（キーボード）、角谷仁宜（マニピュレーター）、安奈陽子（コーラス）、村石有香（コーラス）、原由子（コーラス）。

## 特別番組
短期間の復活やスペシャル番組として放送された回。

### とりあえず4回だけ帰ってきた桑田佳祐の音楽寅さん 〜MUSIC TIGER〜
1. 2001年10月5日「波乗りジョニー」収録曲にスポットを当てた総集編 
冒頭では先述の第1期最終回のコントのその後が描かれたコントをし、桑田とユースケが合流した後は第一期の企画や後番組『プレゼンタイガー』を始めとした2000年から2001年の出来事に触れた上で「波乗りジョニー」「MUSIC TIGER」「PRIDEの唄 〜茅ヶ崎はありがとう〜」をオンエアした。この回の最後には「白い恋人達」のミュージック・ビデオの撮影にユースケが参加する旨が発表されている。
2. 2001年10月12日「白い恋人達」PV撮影待ち時間暇つぶし企画（クイズ・ストラックアウト・神経衰弱）
「白い恋人達」のミュージック・ビデオの撮影にスポットを当てた企画と待ち時間に桑田のご機嫌をとるためにユースケが隣のスタジオで仕込んだ企画を並行して放送。なお、ユースケの出演部分の撮影終了後桑田はユースケを「いちエキストラ」に過ぎないと発言しており、「大物ゲスト」が出演する事を示唆。エンディングで「白い恋人達」のミュージック・ビデオを放送した際にそれが内村光良である事が明かされる形となった。
3. 2001年10月19日 昭和30年代再現ドラマ（コント）と当時の歌
「愛と死を見つめて」(青山和子)、「可愛いベイビー」(中尾ミエ)、「星は何でも知っている」(平尾昌章)、「恋のバカンス」(ザ・ピーナッツ)、「上を向いて歩こう」(坂本九)、「STAR DUST」(ザ・ピーナッツ)を披露。
4. 2001年10月26日 MUSIC TIGER Presents KUWATA KEISUKE SPECIAL LIVE
2001年に発売されたソロ曲「波乗りジョニー」「踊ろよベイビー1682」「黄昏のサマー・ホリデイ」「白い恋人達」を歌唱。

### 桑田佳祐の音楽寅さん 〜MUSIC TIGER〜 サザンオールスターズスペシャル
- 2003年6月29日（6月28日深夜）放送（｢FNS27時間テレビ みんなのうた｣内）

サザンオールスターズの25周年記念番組である。この回では冒頭から随所で「桑田が緊急記者会見を行うが、本人はまだ会場に来ていない」というシチュエーションでのワイドショー風のコントが行われ、進行役に扮したユースケが「桑田さんが到着されるまで、こちらのVTRをご覧ください」と説明し、その間に後述のバー「南ちゃん」が舞台のコントのVTRを挟む形をとった。なお、記者会見のコントパートでは佐々木恭子（フジテレビアナウンサー）がリポーター役で出演していた。また、桑田が会場に来ないことへの不満を訴える記者役で前田忠明・東海林のり子も出演している。なお、ミニコントパートの放送中も「桑田佳祐 緊急記者会見! 今夜、本人自ら重大発表!!」といったテロップが画面上に表示されていた。
ミニコントパート
サザンファンのマスター（ユースケ）が営むバー「南ちゃん」に、10年間消息が不明だった先輩の自称加山雄三フリークで、サザンに関しては知らないそぶりをする“寅さん”（桑田）が現れ、ユースケがサザンの魅力を語っていき、寅さんにサザンの曲をリクエストすると、「たまたま知ってる」と言って歌い出すというミニコント形式である。
演奏曲
1. 女呼んでブギ
2. ニッポンのヒール
3. 旅姿六人衆
カラオケ演奏。途中から「元バンドマンでレコード会社勤務」という設定で平井堅が登場した。平井はサザンオールスターズのファンで「素人時代に桑田の家の前へ自分のデモテープを置いたことがある」というエピソードを披露するが、桑田に「爪が折られてなかったからEXILE録っちゃった」と冗談ではあるが返される。なお、そのテープは2012年に桑田の自宅で見つかり、自身のラジオに平井をゲストで呼び、音源が流された。このテープには、当時の平井が歌ったプロコル・ハルム「青い影」、ビリー・ジョエル「ニューヨークの想い」の2曲が収録されている[45]。
4. お嫁においで （加山雄三）
桑田が歌詞を「もしもし亀よ、君の頭は剥けてるかい」などとといった卑猥なものに変えて歌ったため、放送では途中でカットされた。
5. 君といつまでも （加山雄三）
桑田が歌詞を「オナ○○をやりすぎて、チン・・・」などと変えて歌ったため、放送では途中でカットされた[注釈 52]。
6. 栞のテーマ
平井とのデュエット。
7. チャコの海岸物語
サビ部分のみ放送。ちなみに、このコントは「寅さんが実はサザン好きだった」というオチがナレーションされて終了している。

桑田（ボーカル・ウクレレ）以外の演奏メンバーは、原由子（キーボード・コーラス。マスターの妻）、小倉博和（ギター。工事現場で働く常連の流し）。ユースケもカウベル・ハーモニカ・タンブリンで一部に参加した。

#### サザンオールスターズ SPECIAL LIVE in 建長寺

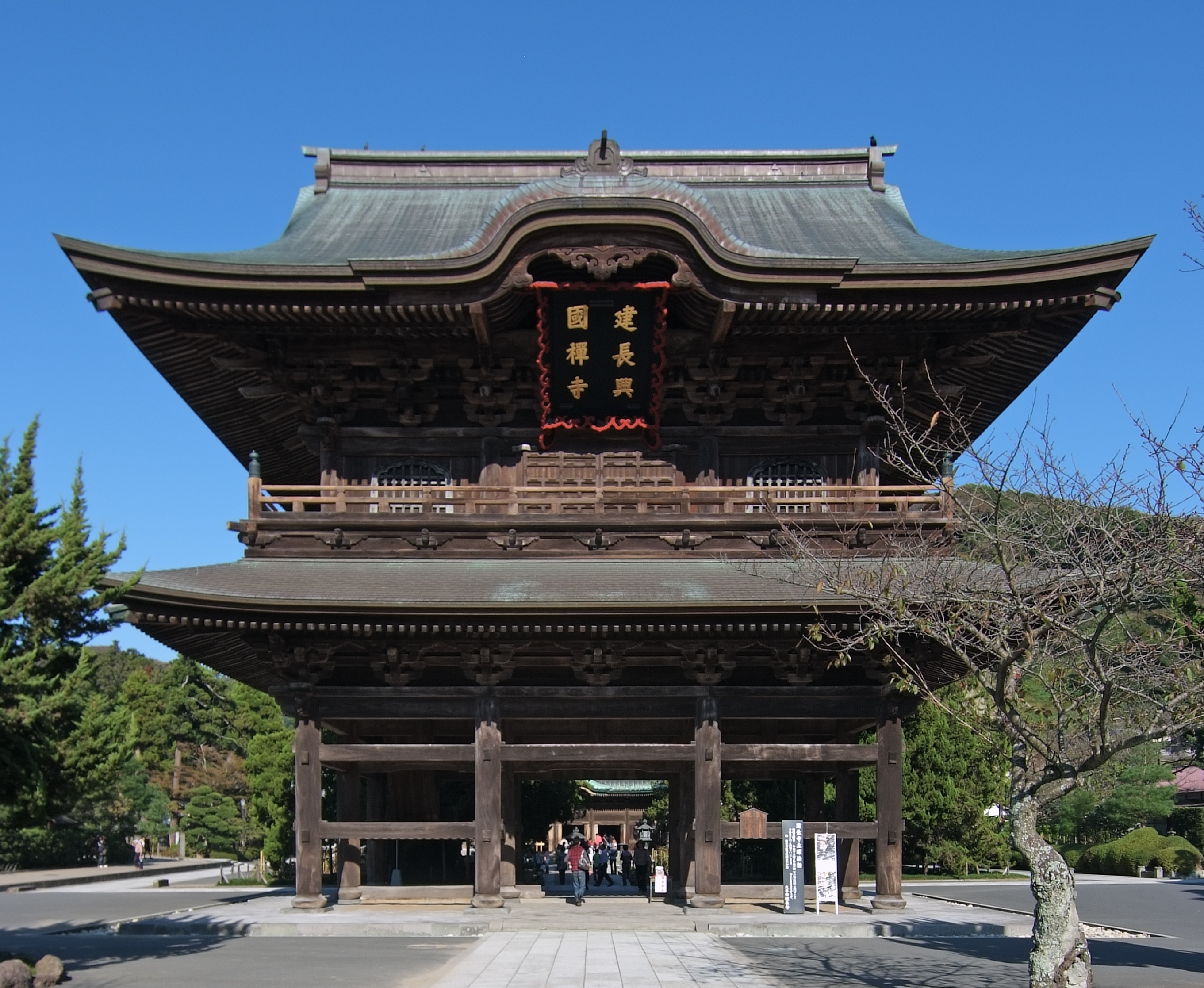
ライブのステージが組まれた建長寺の山門（三門）

建長寺で行われたサザンオールスターズのライブを放送した。放送では前述のバー「南ちゃん」のコントとつなげる形で、ユースケが閉店後の店を飛び出して鎌倉に向かい、「いざ、鎌倉!!」と叫んで和太鼓を叩くと、その音につられる形でたこ焼き職人に扮した桑田、専業主婦に扮した原由子、タクシー運転手に扮した松田弘、土木作業員に扮した関口和之、やり手社長に扮した野沢秀行、傘張り職人に扮した小倉博和が、それぞれの移動手段（桑田は馬、原は自転車、松田はタクシー、関口は原付バイク）で鎌倉に向かうコントが放送され、前述の記者会見の会場の壁が開く形でライブがスタートするという演出を行った。なお、野沢秀行は「鎌倉」を「キャバクラ」と聞き間違えてキャバ嬢と遊び、ライブには参加しないというオチとなった。
演奏曲
1. HOTEL PACIFIC
2. 勝手にシンドバッド
3. ふたりだけのパーティ
4. YOU
5. 海
6. 夕陽に別れを告げて
7. 愛の言霊 〜Spiritual Message
8. 太陽は罪な奴
9. TSUNAMI
10. 希望の轍
11. いなせなロコモーション
12. みんなのうた
13. いとしのエリー
放送では1曲目、2曲目、7曲目、12曲目を放送。それ以外はDVD版に収録されるまで陽の目を見ることはなかった。「ふたりだけのパーティ」「いとしのエリー」に関してはDVD版にも収録されなかった。
サポートメンバーとして小倉博和（ギター）、片山敦夫（キーボード）、三沢またろう（パーカッション）、包国充（サックス）、竹野昌邦（サックス）、荒木敏男（トランペット）、平松八千代（コーラス）、角谷仁宜（コンピュータープログラミング）が参加した。また、「みんなのうた」ではユースケも参加している。

このライブは6月21日にサザンオールスターズのファンクラブ会員限定ライブとして行われたもので、27時間テレビ本編が生放送であった事や、前述した番組の冒頭から行われたリアリティのあるややこしい演出も相まって視聴者が生中継と勘違いしないよう、放送の最後に「この模様は事前に収録したものです」とテロップが挿入された。また、放送終了後にも「27時間テレビ」内で、番組アシスタントの西山喜久恵アナウンサーが「ここで視聴者の皆様へお断りいたします、この模様は事前に収録したものです。今、建長寺に行きましてもサザンオールスターズはいませんのでご注意ください」と注意喚起を行った。コーナーの最後では初公開となる新曲の「涙の海で抱かれたい 〜SEA OF LOVE〜」をスタジオでフルコーラス演奏した。

### 桑田佳祐の音楽寅さん 〜MUSIC TIGER〜 '06夏の思い出作りSP
- 2006年8月21日放送（ハイビジョン制作[注釈 54]）

ユースケが桑田を呼び出し、突如夏フェス（THE 夢人島 Fes. 2006）への出演を宣言。「持ち歌がない」ユースケは「女性（?）との密会現場」を捉えた写メール（後述）で桑田を脅し、ビクタースタジオ・303スタジオを押さえて、夏フェス用の楽曲を制作。曲作りはほぼ桑田主導で行われ、ユースケは「スリーコード進行」「期間が短く曲を覚えられないから、全て一音のメロディ」などと注文をし、最終的に桑田が弾くキーボードに乗せてユースケが即興でメロディを付ける形で曲の骨格を形成していった。「MUSIC TIGER」と同様に楽器は桑田が一人で演奏している。また、詞は桑田とユースケがディスカッション形式で共作した。
楽曲制作中には桑田が「女呼んでブギ」「栞のテーマ」(サザンオールスターズ)、「Love Me Do」「A Hard Day's Night」「Get Back」（ビートルズ）を、ユースケが「ユウスケの「サマー・ビーチジゴロ」」（BINGO BONGO）を歌唱する場面もあった。
楽曲は無事完成し、タイトルは『突然の吐き気 〜えりの思い出〜』と決定。しかし、「THE 夢人島 Fes.」の開催日だった8月26日・8月27日には自身の主演映画『UDON』の舞台挨拶と重なっており、ユースケは「やっぱり参加できない」「原さんと来て」と、『UDON』のペア鑑賞券を残してスタジオから退室した。楽曲自体公式に音源化されていなかったものの、2012年の桑田のベストアルバム『I LOVE YOU -now & forever-』完全限定生産盤にようやく収録されることになった。また、前述の通り、「突然の吐き気」は2009年に半年間放送された音楽寅さんの番組仮タイトルの候補にもなっていた。
エンディングでは制作されたミュージック・ビデオ風の映像もオンエア。「町中で桑田を偶然見かけたユースケが後を追いかけたら、女装した角谷仁宣と密会していた」というオープニングの伏線に繋がるストーリー（すなわち番組のほぼ全編がコント形式）になっている。曲のラストには桑田と角谷、そして「このためだけにスタジオ入りした」という佐々木恭子（フジテレビアナウンサー）がコーラス部分を歌った。
また、その制作風景と同時進行でサザンオールスターズのスタジオライブを放送。
演奏曲
1. ごめんよ僕が馬鹿だった
2. BREEZE
3. 真夏の果実
4. ロックンロール・スーパーマン 〜Rock'n Roll Superman〜
5. DIRTY OLD MAN 〜さらば夏よ〜

### 桑田佳祐の音楽寅さん 〜MUSIC TIGER〜 大傑作選もうすぐ寅年ガオー!スペシャル
- 2009年12月21日放送

DVD-BOX発売記念の#本放送（第2期）総集編。総集編直後に、君にサヨナラをのミュージック・ビデオをフルコーラスで放送。エンディングではユースケが楽屋で第2期の映像を見ていた場面に切り替わった。

### 桑田佳祐の音楽寅さん 2012“I LOVE YOU -now & forever-”スペシャル
- 2012年7月11日放送

桑田のスペシャルベストアルバム『I LOVE YOU -now & forever-』の宣伝も兼ねて制作された。7月7日に収録された公開ライブの模様を放送。また、後半では「MASARU」のミュージック・ビデオと「愛しい人へ捧ぐ歌」のスタジオライブが放送された。8月12日にフジテレビNEXTでライブの完全版を放送。視聴率7.2%。
セットリスト出典。
演奏曲
1. 本当は怖い愛とロマンス（桑田佳祐）
2. 今でも君を愛してる（桑田佳祐）
3. ベガ（桑田佳祐）
4. MY LITTLE HOMETOWN（桑田佳祐）
5. MASARU（桑田佳祐）
キーを上げて披露した。
6. 真夜中のダンディー（桑田佳祐）
7. 東京（桑田佳祐）
8. EARLY IN THE MORNING 〜旅立ちの朝〜（桑田佳祐）
9. 愛しい人へ捧ぐ歌（桑田佳祐）
10. 幸せのラストダンス（桑田佳祐）
11. 悲しい気持ち (JUST A MAN IN LOVE)（桑田佳祐）
12. 波乗りジョニー（桑田佳祐）
　以降アンコール。
13. 100万年の幸せ!!（桑田佳祐）
14. 祭りのあと（桑田佳祐）
ライブの部分は、地上波では1曲目・2曲目・4曲目・5曲目・6曲目・7曲目・8曲目・10曲目・11曲目・12曲目・13曲目・14曲目を放送。

## 関連番組

### 桑田佳祐SPECIAL -100313@BUDOKAN-
- 2010年4月17日初回放送（SSTV）

イベント「桑田佳祐の音楽寅さんDVD発売記念 〜DVD未収録映像炎上!これぞ蔵出し"巨大上映会"@武道館〜」の模様を放送。

## テーマソング
オープニング
1. Silver Ginger 5「Brain Sugar」（第1期 第1回 - 第4回）
タイトルバックには映画「バッファロー'66」のパロディが含まれている。
2. 桑田佳祐「MUSIC TIGER」（第1期 第5回 - '06SP）
変更後も継続して前述のタイトルバックを使用。'06SPではそのタイトルバックを使用せずレコーディング風景やスタジオライブの映像をダイジェストで流している。
3. 桑田佳祐「HONKY JILL 〜69(あいなめ)のブルース〜」（第2期 第4回 - （使用しなかった回あり））
タイトルバックは割烹を舞台としてスーツ姿の桑田とユースケが酒を酌み交わす内容となった。

エンディング
- サザンオールスターズ「この青い空、みどり 〜BLUE IN GREEN〜」（第1期 第1回 - 第4回）

## DVD
DVD-BOX
- 桑田佳祐の音楽寅さん 〜MUSIC TIGER〜 あいなめBOX

アミューズソフトエンタテインメント、2010年3月31日発売
DISC5枚+特典映像DISC1枚+100ページブックレット「音楽寅の巻」
DICS5枚は#本放送（第2期）収録（第3回 「空耳アビーロード」は権利上の問題で未収録）
特典映像DISCには#本放送（第1期）名場面や#特別番組の建長寺ライブなども収録
初回盤に「幻の寅の子Tシャツ」付属
先着購入特典に「音楽寅さん特製ミニバッグ」付属
権利上の問題で一部シーンがカットされており、その際には該当する映像がミュート処理・早送りされる編集がされ、佐々木将プロデューサーを模したアニメーションが表示され、「大人の事情によりお聞かせすることができません」という説明がなされた。
随所で「番組スタッフちくりメモ!」と題し、スタッフの証言をもとに収録中の裏話が桑田とユースケによって語られるコーナーが挟み込まれている。

## フジテレビ系列外でのネット局
- 青森テレビ（2000年 - 2001年にかけての放送は青森放送）
- テレビ山梨（過去に2000年 - 2001年の放送分もネット）